# بينيايس
بينيايس هي بلدية في البرازيل، تتبع بارانا، بلغ عدد سكانها 117٬008  نسمة، في 2010، تبلغ مساحتها 61٫007 كيلومتر مربع.

## الموقع
تشترك في الحدود مع:
- كوريتيبا.